# Extratone
Extratone je "najekstremnija" vrsta (inačica) speedcorea čiji se tempo kreće na više od 1000 BPM-a. Ishod toga je duga tonska buka koja se sastoji od ritma. "Čisti" extratone je težak za produciranje jer se koristi bas frekvencija u malim dijelovima pjesama. Brzo izmjenjivanje tempa je dodatno obilježje glazbe.
Ova vrsta je još uvijek u eksperimentalnoj fazi, gotovo ni nema službeno objavljenih izdanja. Većina pjesama koje su napravljene u extratoneu su besplatne za preuzeti s mrežnih izdavačkih kuća, a dio njih su samo ubrzane inačice hardcore pjesama. Također je zanimljivo kako se općenito producira u zemljama nekadašnjeg Istočnog bloka. Bez obzira na to što je u Nizozemskoj sve "popularizirana" riječ, to još uvijek znači kako extratone ima vrlo malu scenu.

## Vanjske poveznice
- Splitterblast Records